# 영화 목록/ㅌ
| #  | ㄱ  | ㄴ | ㄷ | ㄹ | ㅁ | ㅂ |
| ㅅ | ㅇ  | ㅈ | ㅊ | ㅋ | ㅌ | ㅍ |
| ㅎ | A~Z |    |    |    |    |    |

다음은 'ㅌ'자로 시작하는 영화 목록이다.

## 타-턔
- 타오르는 여인의 초상 (2019년)
- 타이타닉 (1997년)
- 타인의 삶 (2006년)
- 타짜 (2006년)
- 타짜: 신의 손 (2014년)
- 탑건 (1986년)
- 탑건: 매버릭 (2020년)
- 태극기 휘날리며 (2004년)
- 택시 (1998년)
- 택시 (2015년)
- 택시운전사 (2017년)

## 터-톄
- 터널 (2016년)
- 터닝메카드 W: 블랙 미러의 부활 (2016년)
- 터미네이터 (1984년)
- 터미네이터 2: 심판의 날 (1991년)
- 터미네이터 3: 기계들의 반란 (2003년)
- 터미네이터 4: 미래 전쟁의 시작 (2009년)
- 터미네이터: 제니시스 (2015년)
- 터미네이터: 다크 페이트 (2019년)
- 테넷 (2020년)
- 테이큰 (2008년)
- 테이큰 2 (2012년)
- 테이큰 3 (2014년)

## 토-툐
- 토이 스토리 (1995년)
- 토이 스토리 2 (1999년)
- 토이 스토리 3 (2010년)

## 투-튜
- 투사부일체 (2006년)
- 투캅스 (1993년)
- 투캅스 2 (1996년)
- 툼 레이더 (2001년)
- 툼 레이더 (2018년)

## 트-티
- 트라이얼 오브 더 시카고 7 (2020년)
- 트랜스포머 (2007년)
- 트랜스포머: 패자의 역습 (2009년)
- 트랜스포머 3 (2011년)
- 트랜스포머: 사라진 시대 (2014년)
- 트론 (1982년)
- 트론: 새로운 시작 (2010년)
- 트루먼 쇼 (1998년)
- 트리플 엑스 리턴즈 (2017년)
- 특별수사: 사형수의 편지 (2016년)
- 특별시민 (2017년)
- 특종: 량첸살인기 (2015년)
- 팀 버튼의 크리스마스 악몽
- 팅커 테일러 솔저 스파이 (2011년)